# Kuheisen

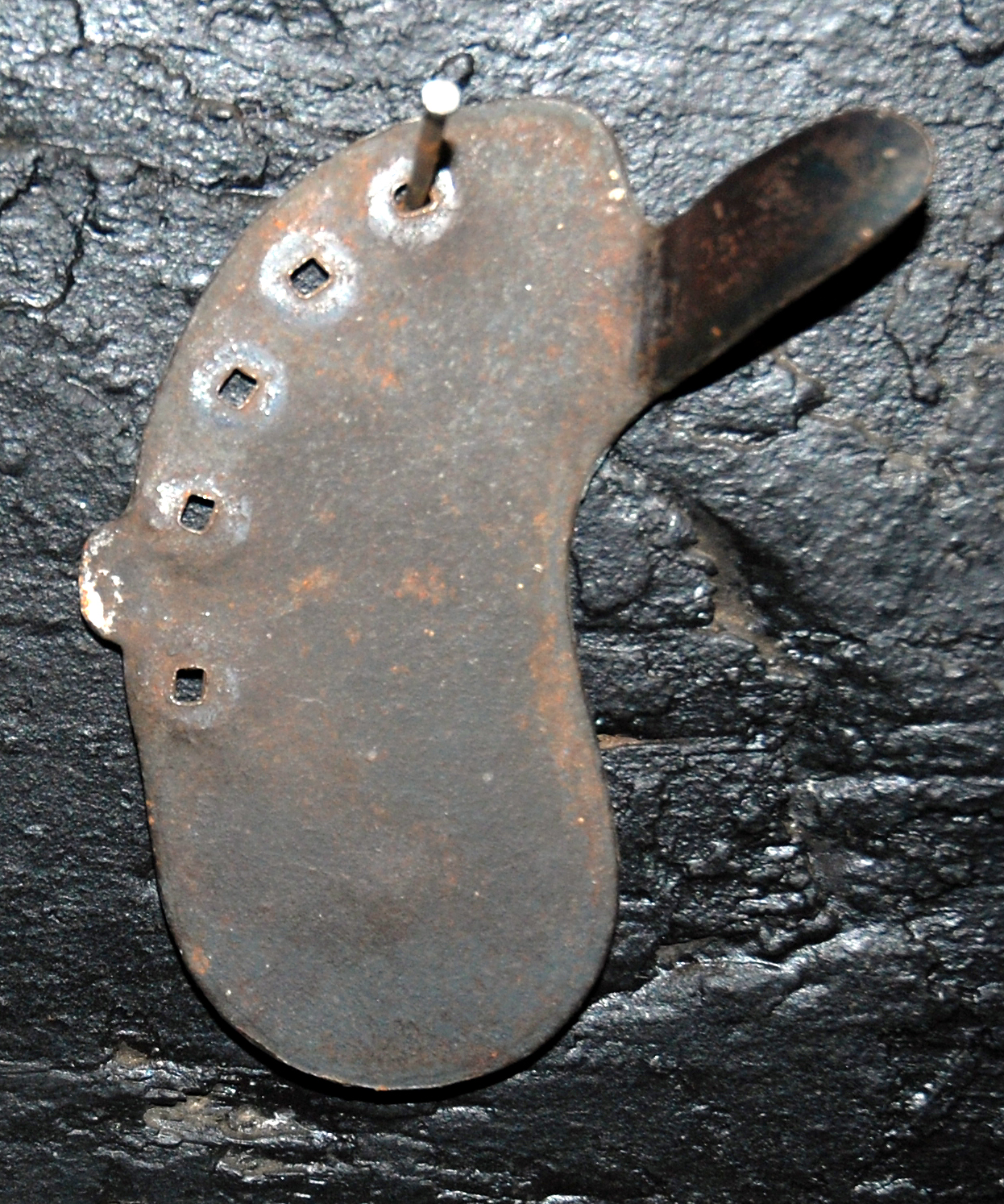
Kuheisen

Als Kuheisen, Klaueneisen oder Ochseneisen (in Österreich auch Ochsenschuh) wird das Hufeisen für Paarhufer bezeichnet.
Das Kuheisen wurde früher bei Wiederkäuern zum Beschlagen der äußeren Klauen und in speziellen Fällen auch für die inneren Klauen verwendet. Das Eisen ist speziell für diese Tiergruppe verwendet worden. Sinn eines Klaueneisens ist, den starken Verschleiß an den Tierklauen zu vermeiden. Das Kuheisen resultierte aus der Armut der Bauern, die sich wegen der meist geringeren Betriebsgröße, auch infolge der Realteilung aufgrund einer Erbsitte, keine Pferde halten konnten und daher Kühe und Ochsen als Zug- und Arbeitstiere einsetzen mussten. So wurden Ochsen oder Kühe vor die Wagen und Arbeitsgeräte gespannt und die Klauen zum Schutz vor zu großer Abnutzung beschlagen. Zuvor wurden die Klauen in Form geschnitten. Verschiedene Klaueneisen-Formen waren im Gebrauch, und zwar für linke und rechte Klauen und für Klauen auf der Innen- oder Außenseite. Als Arbeitstiere eingesetzte Rinder (Fahrkühe) und Ochsen (Zugochsen) bekommen normalerweise Klaueneisen, die in der Regel kalt aufgesetzt wurden, also präzise vorgearbeitet werden mussten.

Klaueneisen bei Zugrindern
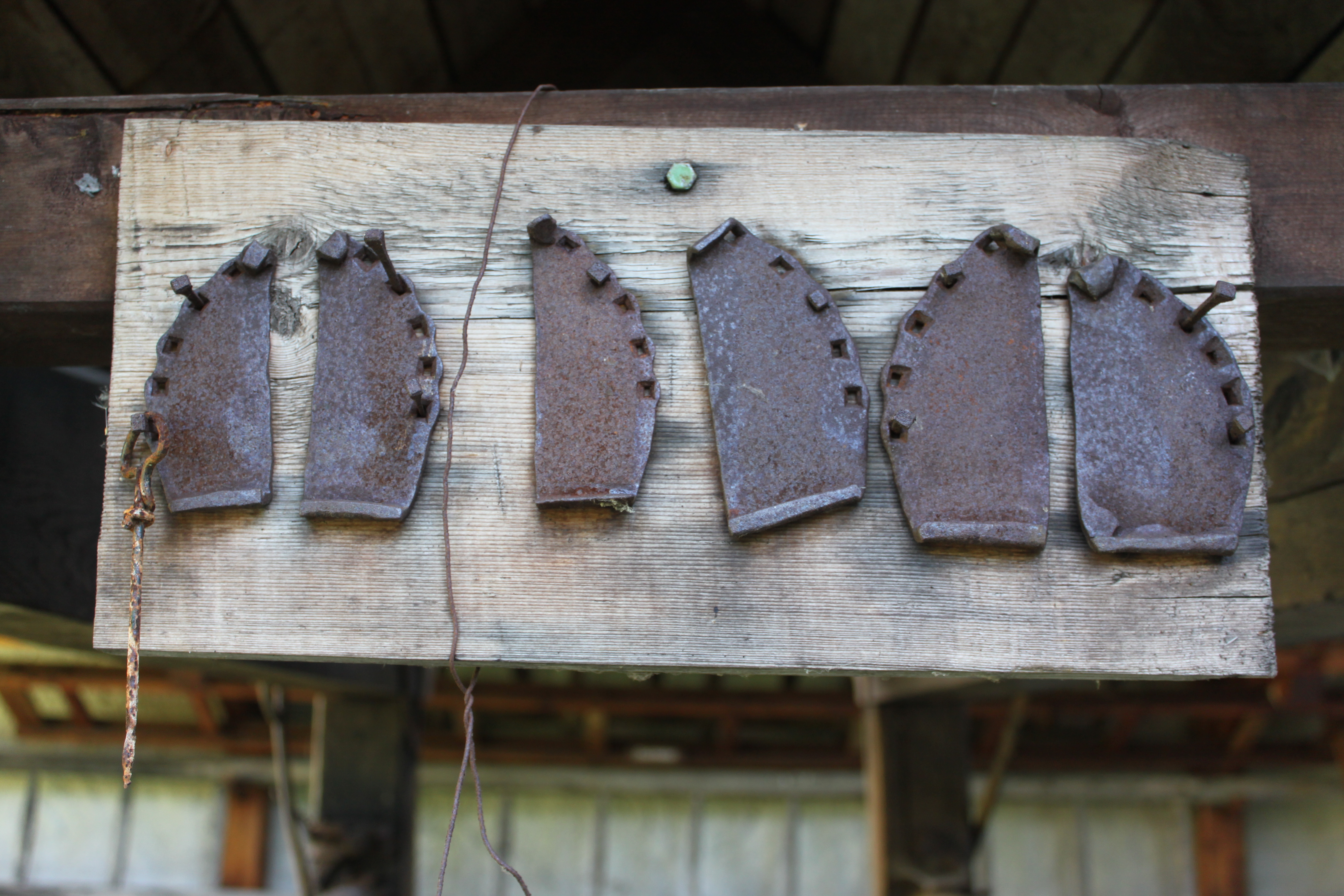
Klaueneisen für Ochsen und Fahrkühe
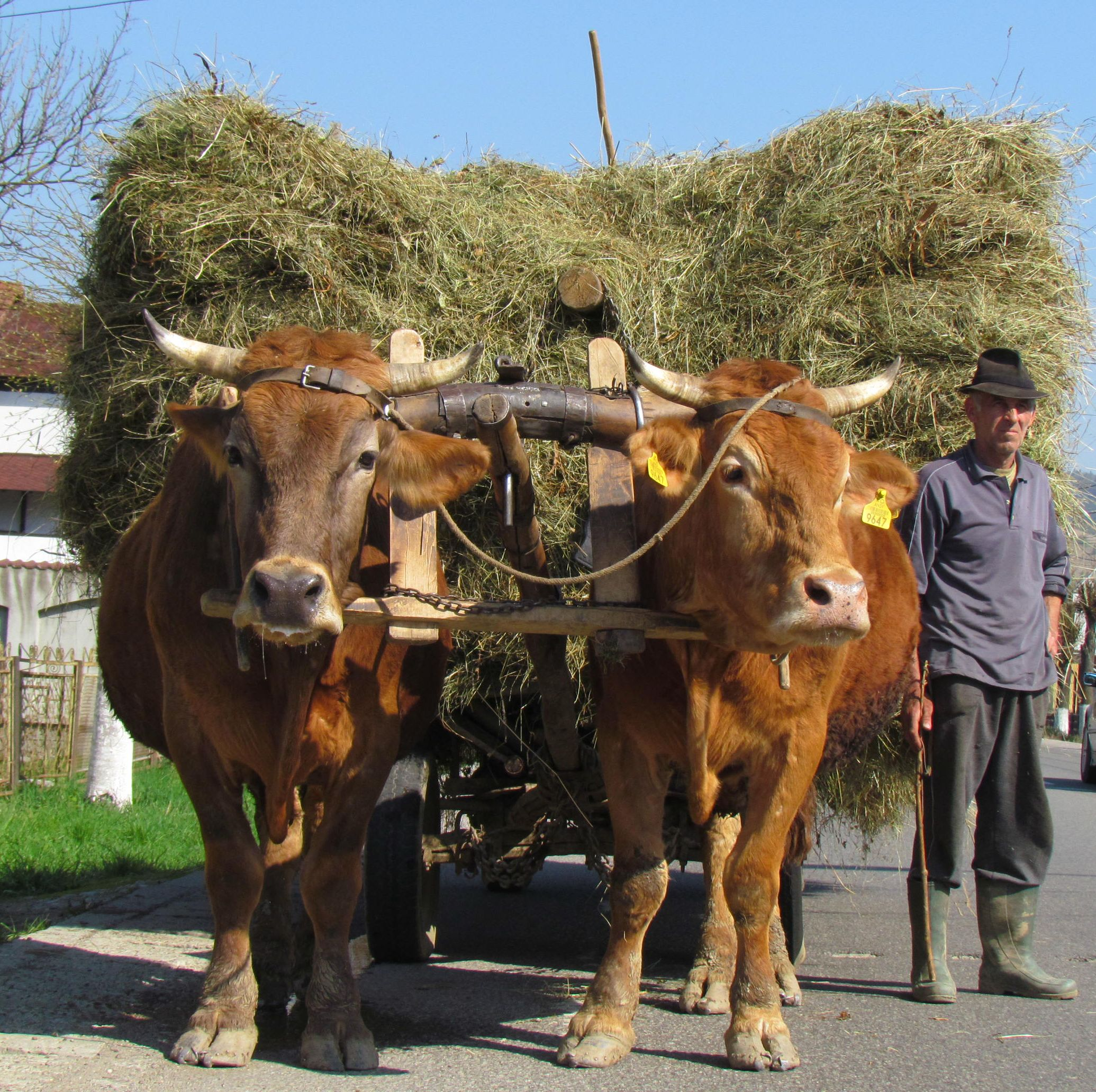
Beschlagene Zugochsen
- Beschlagen von Kuheisen